# Marques de Souza (Brésil)
Pour les articles homonymes, voir Marques de Souza.
Marques de Souza est une municipalité brésilienne située dans l'État du Rio Grande do Sul.